# Penstemon whippleanus
Penstemon whippleanus är en grobladsväxtart som beskrevs av Asa Gray. Penstemon whippleanus ingår i släktet penstemoner, och familjen grobladsväxter. Inga underarter finns listade i Catalogue of Life.

## Bildgalleri

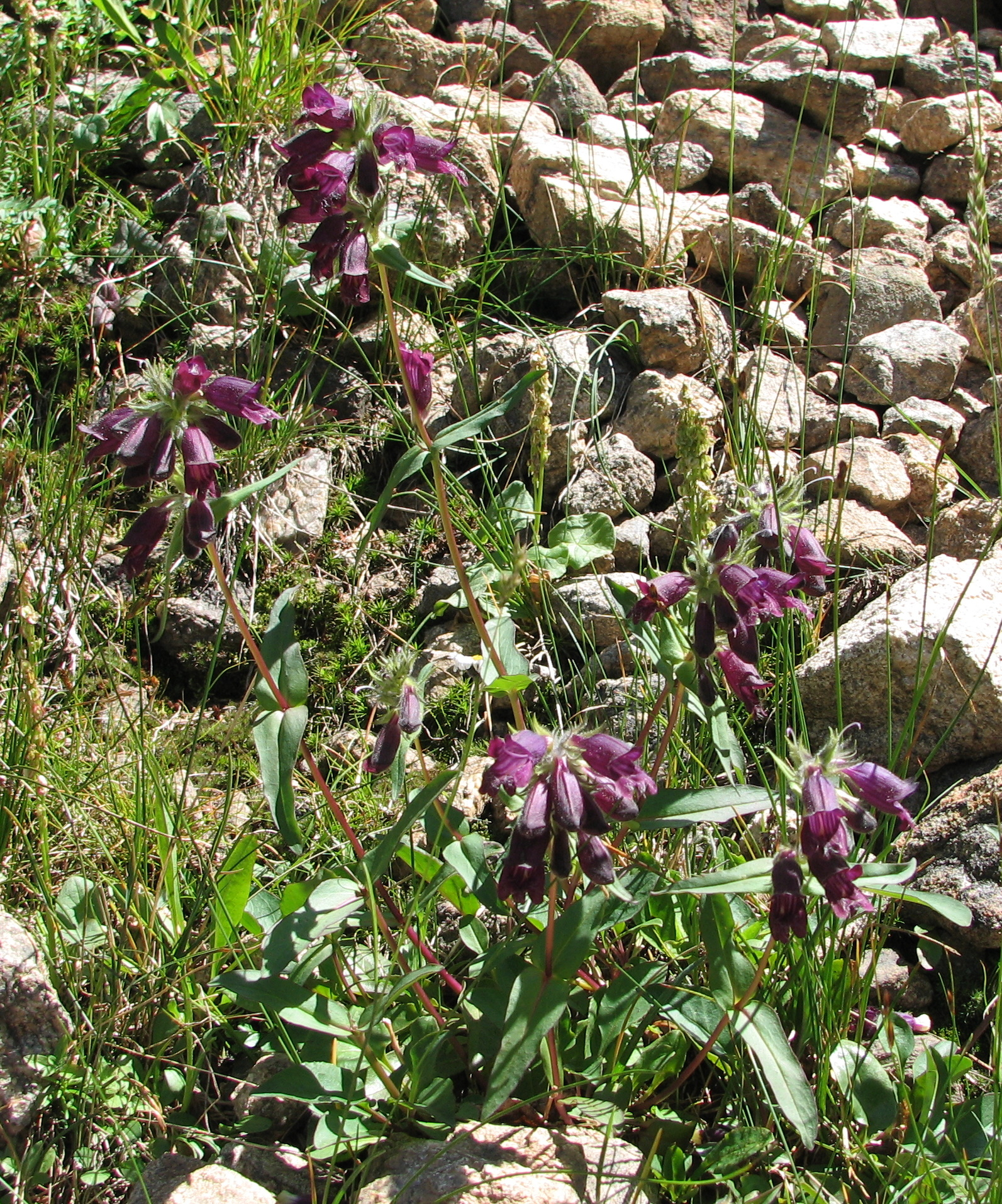
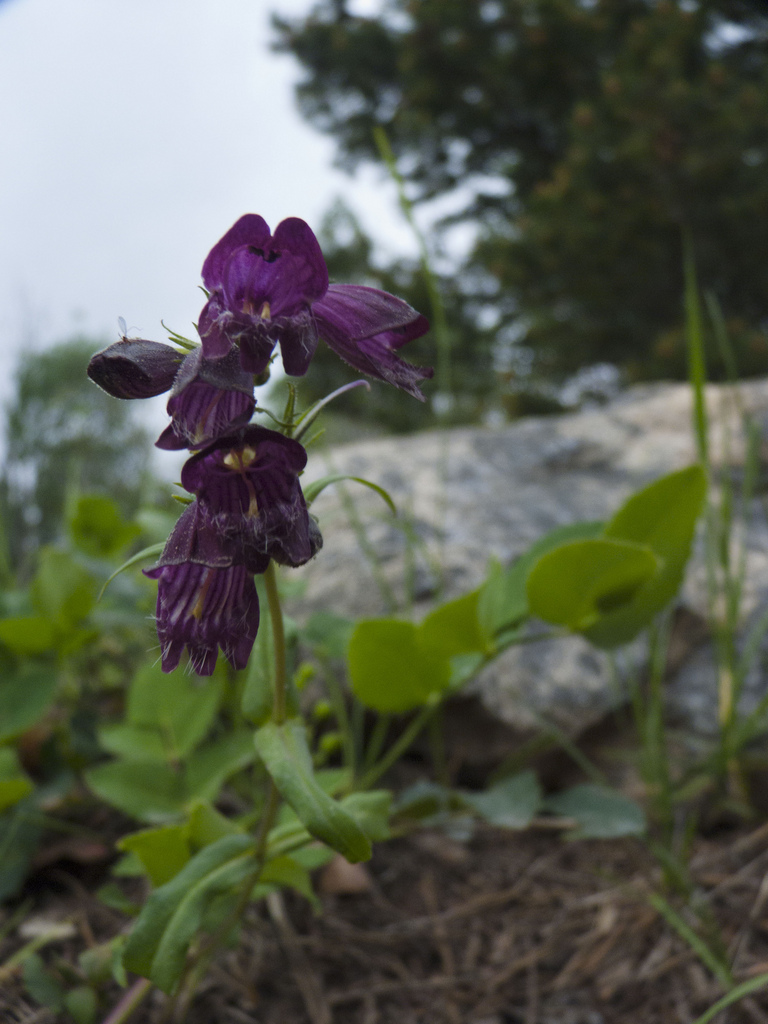
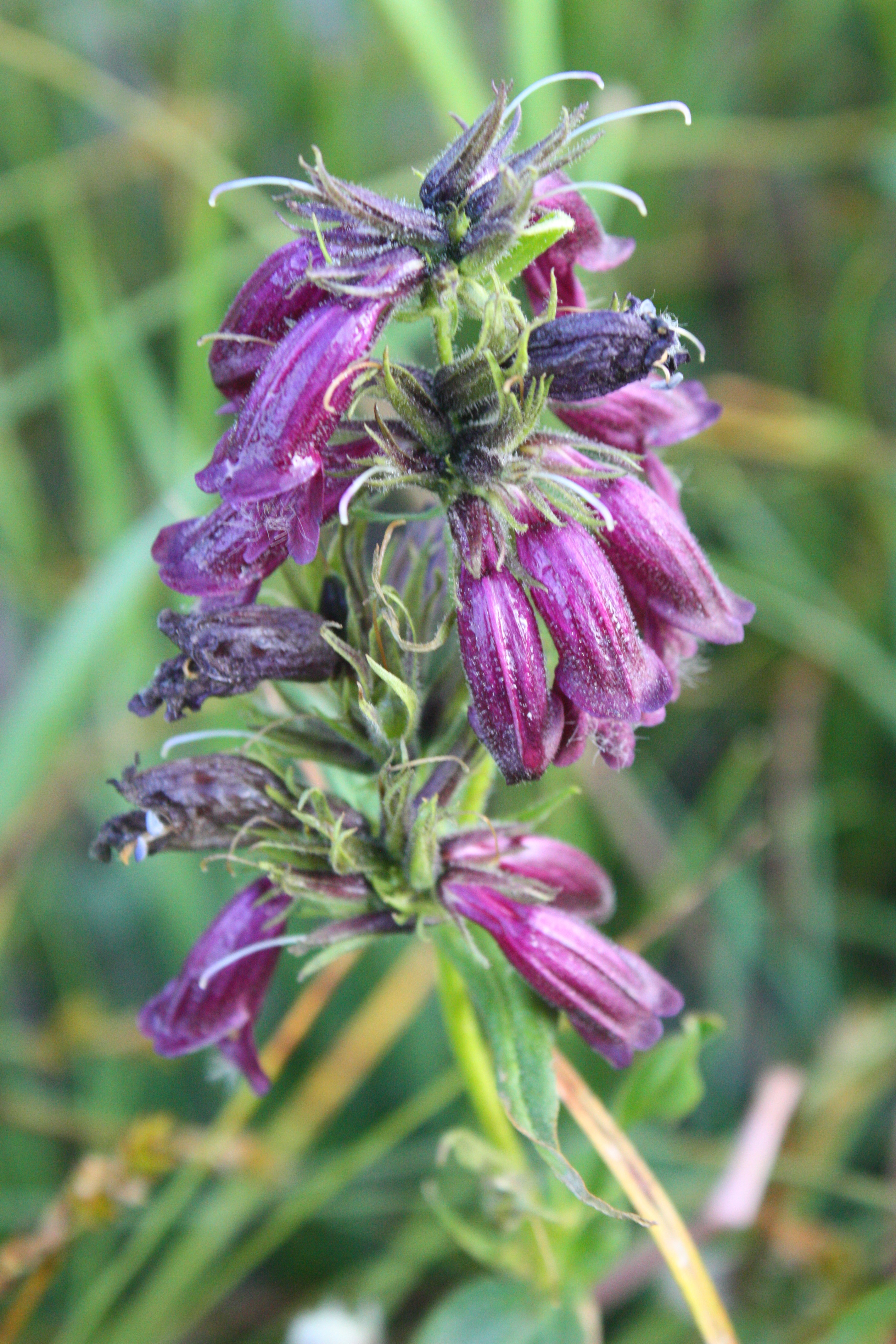